# Łąkta Górna
Łąkta Górna – wieś w Polsce, położona w województwie małopolskim, w powiecie bocheńskim, w gminie Żegocina.
W latach 1975–1998 miejscowość administracyjnie należała do województwa tarnowskiego.

## Integralne części wsi
| części wsi | Brzeziny, Cebule, Dwór, Golonkówka, Kamionki, Konice, Kuce, Lisówki, Łukaszówka, Madejówka, Rola, Skrzydłówka, Wąsówka, Witkówka, Zagrody |

## Rys historyczny
Łąkta powstała zapewne w XIII wieku, tak jak okoliczne wsie Rozdziele i Żegocina, o czym świadczy fakt, że kościół w Żegocinie ufundował Zbigniew Żegota – dziedzic Łąkty. Do XV wieku nazywano ją „Łąktą Starą” w odróżnieniu od „Łąkty Nowej” (dzisiejsza Łąkta Dolna).
W 1986 roku erygowano miejscową parafię, a w 1992 oddano do użytku kościół pw. MB Nieustającej Pomocy.
Z Łąkty Górnej pochodził ks. Józef Łobczowski (1860–1921) – proboszcz parafii pw. Wszystkich Świętych w Rudawie, działacz społeczny, autor publikacji „Rudawa, kościół, probostwo, parafia”.

## Położenie i rzeźba terenu
Wieś położona jest przy drodze wojewódzkiej nr 965 z Bochni do Limanowej, w odległości 19 km od Bochni i 17 km od Limanowej, w południowej, sąsiadującej z Beskidem Wyspowym części Pogórza Wiśnickiego. Rozłożona jest w dolinie Potoku Saneckiego oraz na wznoszących się ponad doliną wzgórzach. Największe z nich to zalesiona Żarnówka (457 m n.p.m.) o stromych zboczach, oraz zachodnie zbocza grzbietu Paprotnej (na obszarze należącym do Łąkty Górnej 423 m n.p.m.) W lesie Paprotnej, na jednym z jej wierzchołków znajduje się grupa okazałych ostańców wierzchowinowych, zwanych Kamieniami Brodzińskiego. Jest to pomnik przyrody, projektowane jest utworzenie tutaj rezerwatu przyrody. Obszar wsi wchodzi w skład Obszaru Chronionego Krajobrazu Pogórza Wiśnickiego.

## Zabytki, kapliczki i figurki
Obiekty wpisane do rejestru zabytków nieruchomych województwa małopolskiego.
- cmentarz wojenny nr 304 z I wojny światowej wraz z kapliczką słupową z 1918 roku;
- zespół dworski w skład którego wchodzi; dwór, spichrz, kaplica drewniana, kapliczka słupowa z figurą Chrystusa z 1875 r. oraz park z aleją grabową.
- Kapliczki i figurki w Łąkcie Górnej

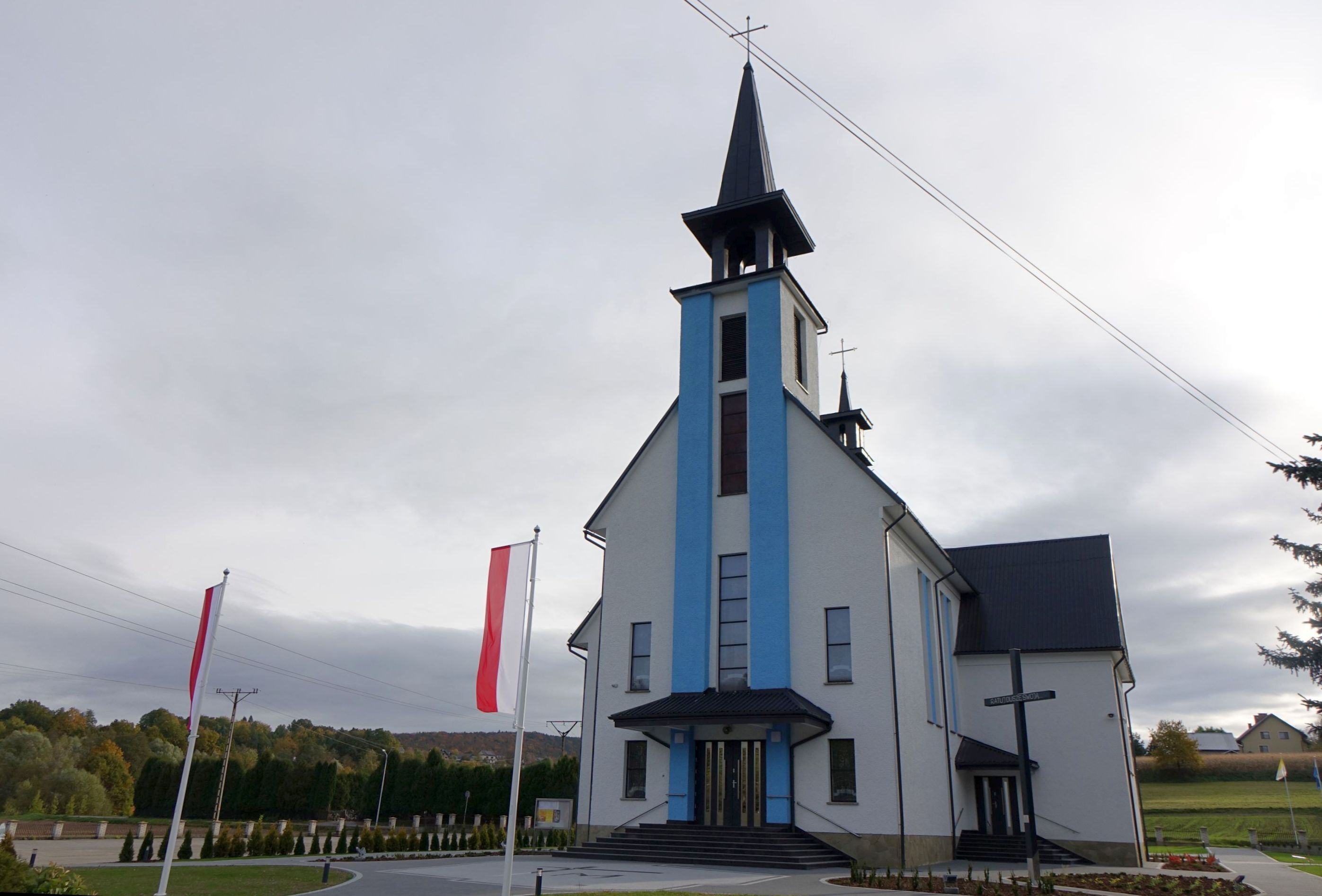
Kościół od zachodu
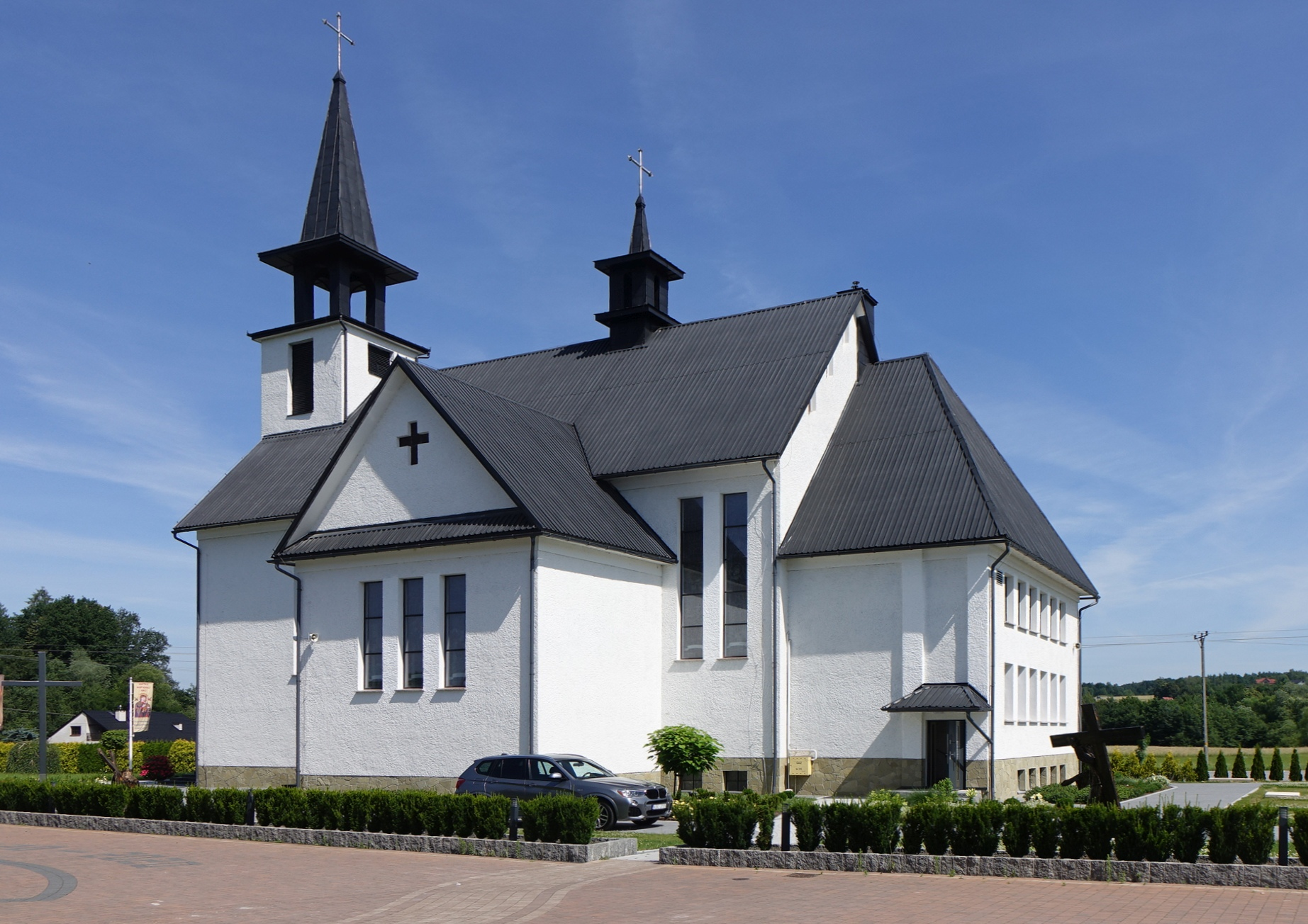
Kościół od południa
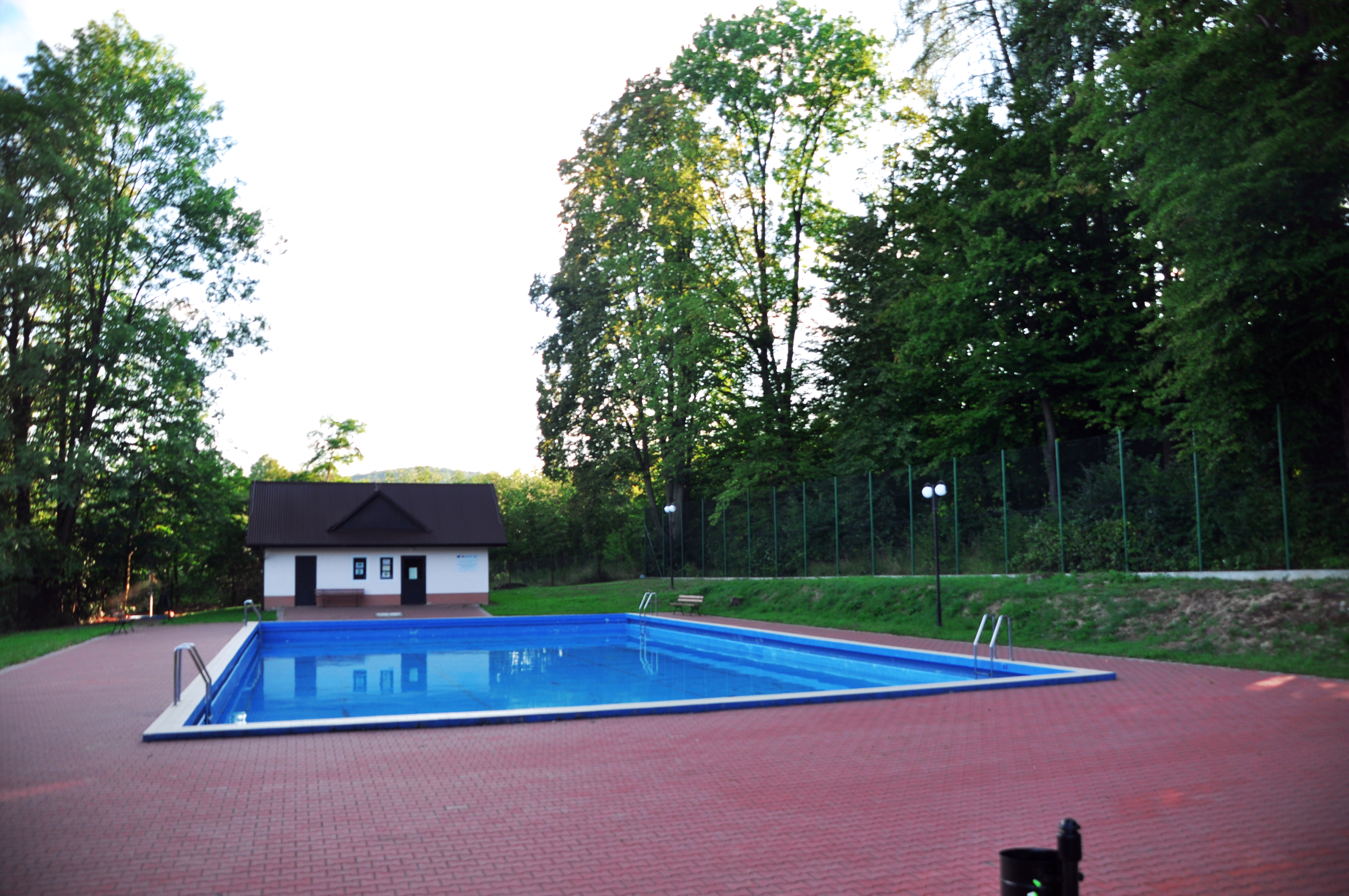
Basen
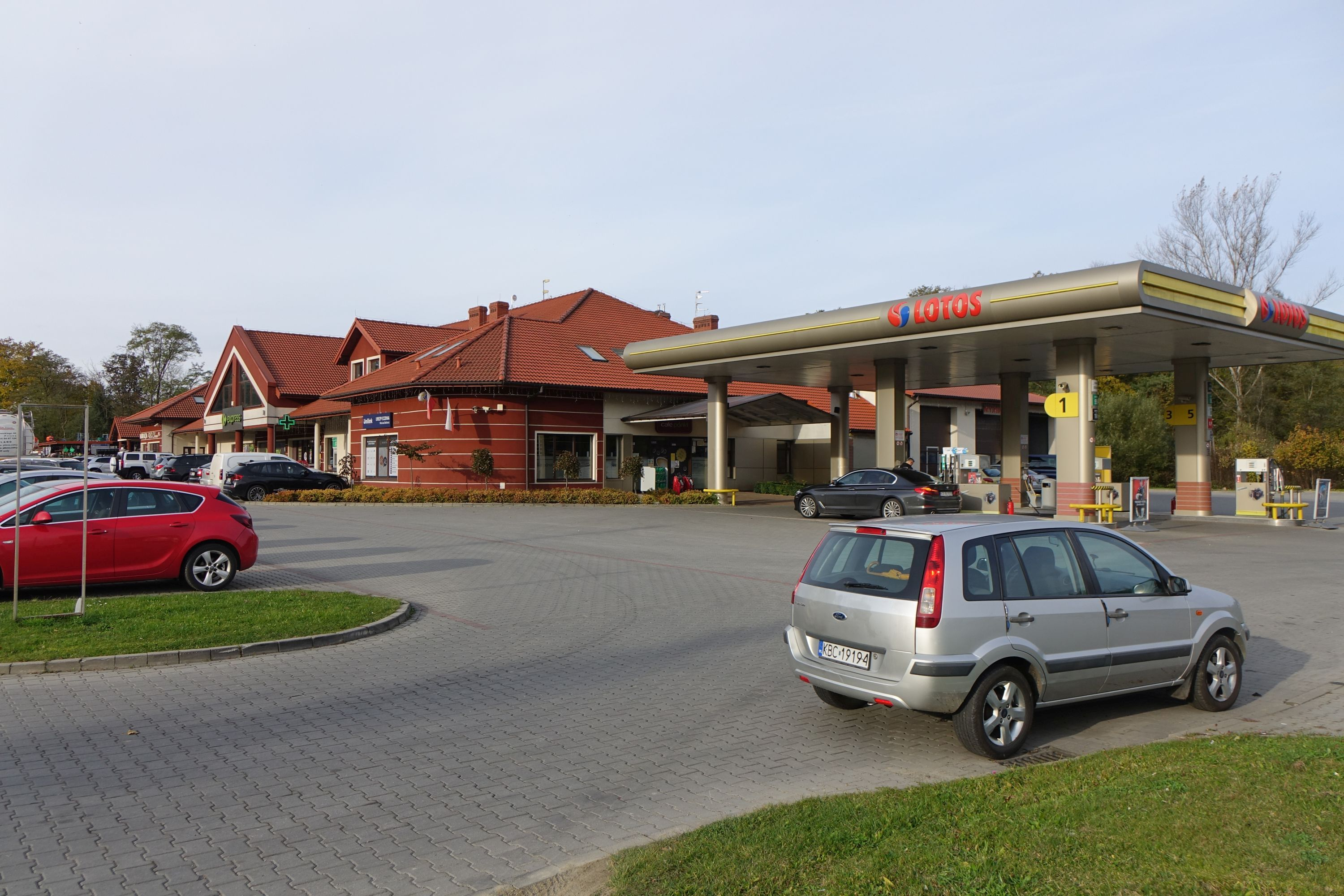
Supermarket
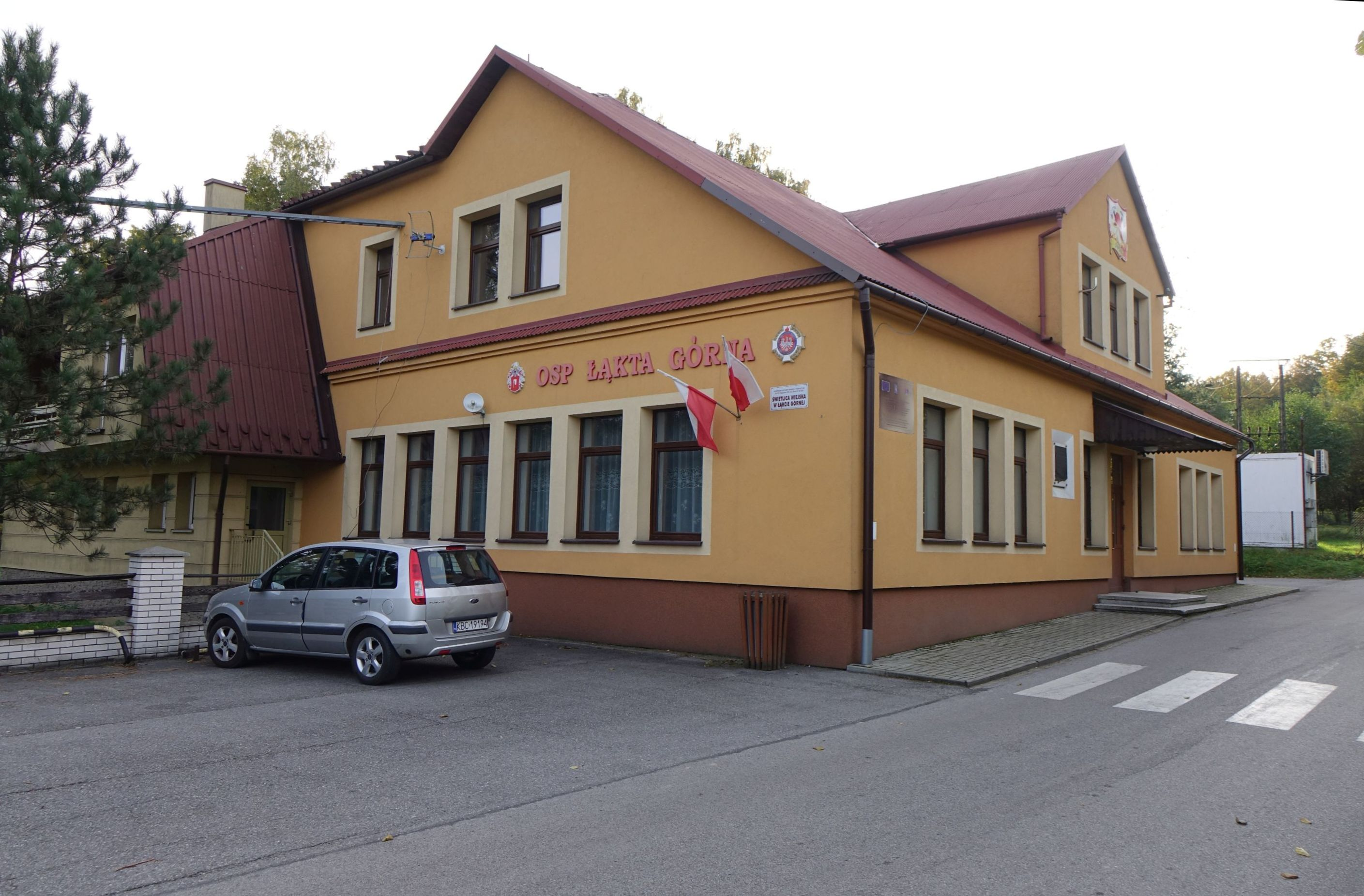
Świetlica wiejska
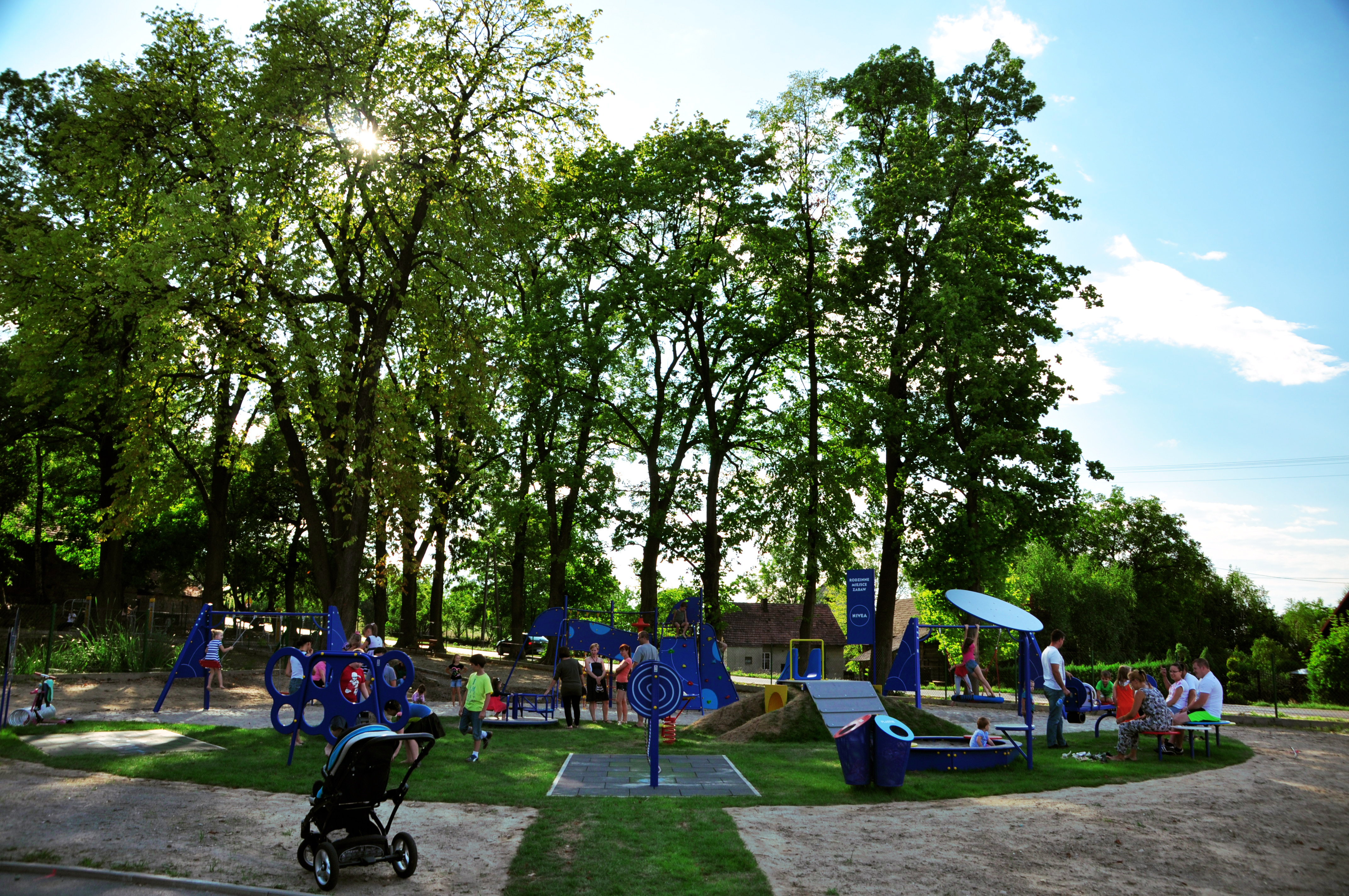
Plac zabaw Nivea
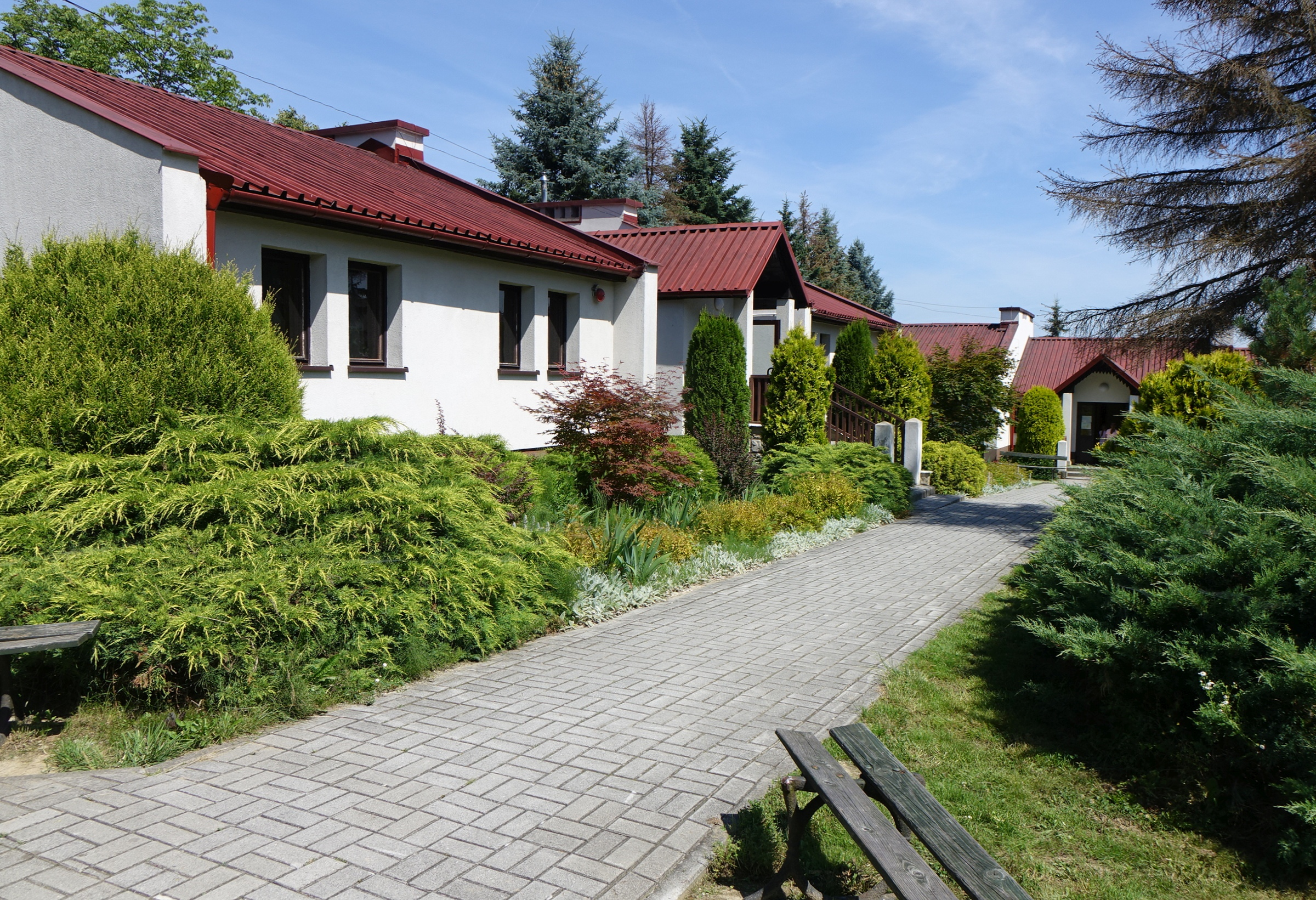
Szkoła